# Wahlen zum Senat der Vereinigten Staaten 1822 und 1823
Die Wahlen zum Senat der Vereinigten Staaten 1822 und 1823 zum 18. Kongress der Vereinigten Staaten fanden zu verschiedenen Zeitpunkten statt. Es waren die Halbzeitwahlen (engl. midterm election) in der Mitte von James Monroes zweiter Amtszeit. Vor der Verabschiedung des 17. Zusatzartikels wurden die Senatoren nicht direkt gewählt, sondern von den Parlamenten der Bundesstaaten bestimmt.
Zur Wahl standen die 16 Sitze der Senatoren der Klasse II, die 1816 und 1817 für eine Amtszeit von sechs Jahren gewählt worden oder später nachgerückt waren. Zusätzlich fanden für zwei dieser Sitze sowie vier der anderen beiden Klassen Nachwahlen statt, von denen einer vakant war. Die Republikaner gewannen den vakanten Sitz, der neue Senator trat aber nach weniger als einem Jahr noch vor Zusammentritt des neuen Kongresses zurück. Die Mehrheit der Republikaner am Ende des 17. Kongresses lag damit bei 43 gegen 4 Föderalisten.
Von den 16 regulär zur Wahl stehenden Sitzen waren vierzehn von Republikanern, die heute meist als Demokraten-Republikaner bezeichnet werden, und zwei von Föderalisten besetzt. Zehn Republikaner und einer der Föderalisten wurden wiedergewählt, weitere vier Sitze hielten die Republikaner. Den Sitz in Delaware verloren die Föderalisten, da das Parlament nicht gewählt und auch den vakanten Sitz nicht neu besetzt hatte. Damit konnten die Republikaner ihre Mehrheit verteidigen, im neuen Kongress saßen 42 Republikaner und 3 Föderalisten, drei Sitze waren vakant. Einen der vakanten Sitze konnten die Republikaner noch 1823 wieder besetzen.
Zu Veränderungen nach der Wahl siehe auch Liste der Mitglieder des Senats im 18. Kongress der Vereinigten Staaten.

## Ergebnisse

### Wahlen während des 17. Kongresses
Die Gewinner dieser Wahlen wurden vor dem 4. März 1823 in den Senat aufgenommen, also während des 17. Kongresses.
| Staat         | Amtierender Senator  | Partei       | Nachwahl   | Datum         | Ergebnis                   | Neuer Senator     |
| ------------- | -------------------- | ------------ | ---------- | ------------- | -------------------------- | ----------------- |
| Alabama       | John Williams Walker | Republikaner | Klasse III | 12. Dez. 1822 | von Republikanern gehalten | William Kelly     |
| Delaware      | vakant               | vakant       | Klasse I   | 24. Jan. 1822 | Zugewinn Republikaner      | Caesar A. Rodney  |
| Maryland      | William Pinkney      | Republikaner | Klasse I   | 17. Dez. 1822 | von Republikanern gehalten | Samuel Smith      |
| Massachusetts | Harrison Gray Otis   | Föderalist   | Klasse II  | 5. Juni 1822  | von Föderalisten gehalten  | James Lloyd       |
| Ohio          | William A. Trimble   | Republikaner | Klasse III | 29. Jan. 1822 | von Republikanern gehalten | Ethan Allen Brown |
| Virginia      | James Pleasants      | Republikaner | Klasse II  | 18. Dez. 1822 | von Republikanern gehalten | John Taylor       |

- Republikaner bezeichnet Angehörige der heute meist als Demokratisch-Republikanische Partei oder Jeffersonian Republicans bezeichneten Partei.

### Wahlen zum 18. Kongress
Die Gewinner dieser Wahlen wurden am 4. März 1823 in den Senat aufgenommen, also bei Zusammentritt des 18. Kongresses. Alle Sitze dieser Senatoren gehören zur Klasse II.
| Staat          | Amtierender Senator    | Partei       | Datum          | Ergebnis                   | Neuer Senator          |
| -------------- | ---------------------- | ------------ | -------------- | -------------------------- | ---------------------- |
| Alabama        | William R. King        | Republikaner | 12. Dez. 1822  | wiedergewählt              | William R. King        |
| Delaware       | Nicholas Van Dyke      | Föderalist   | 1822 oder 1823 | Verlust Föderalisten       | vakant                 |
| Georgia        | Nicholas Ware          | Republikaner | 1822 oder 1823 | wiedergewählt              | Nicholas Ware          |
| Illinois       | Jesse B. Thomas        | Republikaner | 1823           | wiedergewählt              | Jesse B. Thomas        |
| Kentucky       | Richard Mentor Johnson | Republikaner | 1823           | wiedergewählt              | Richard Mentor Johnson |
| Louisiana      | Henry Johnson          | Republikaner | 1823           | wiedergewählt              | Henry Johnson          |
| Maine          | John Chandler          | Republikaner | 1823           | wiedergewählt              | John Chandler          |
| Massachusetts  | James Lloyd            | Föderalist   | 1822           | wiedergewählt              | James Lloyd            |
| Mississippi    | Thomas Hill Williams   | Republikaner | 1823           | wiedergewählt              | Thomas Hill Williams   |
| New Hampshire  | David L. Morril        | Republikaner | 1823           | von Republikanern gehalten | Samuel Bell            |
| New Jersey     | Mahlon Dickerson       | Republikaner | 1823           | wiedergewählt              | Mahlon Dickerson       |
| North Carolina | Montfort Stokes        | Republikaner | 1822           | von Republikanern gehalten | John Branch            |
| Rhode Island   | Nehemiah R. Knight     | Republikaner | 1823           | wiedergewählt              | Nehemiah R. Knight     |
| South Carolina | William Smith          | Republikaner | 1822           | von Republikanern gehalten | Robert Young Hayne     |
| Tennessee      | John Williams          | Republikaner | 1. März 1823   | von Republikanern gehalten | Andrew Jackson         |
| Virginia       | John Taylor            | Republikaner | 1823           | wiedergewählt              | John Taylor            |

- Republikaner bezeichnet Angehörige der heute meist als Demokratisch-Republikanische Partei oder Jeffersonian Republicans bezeichneten Partei.
- wiedergewählt: ein gewählter Amtsinhaber wurde wiedergewählt.

### Wahlen während des 18. Kongresses
Der Gewinner dieser Wahl wurde nach dem 4. März 1823 in den Senat aufgenommen, also während des 18. Kongresses.
| Staat      | Amtierender Senator | Partei       | Nachwahl | Datum         | Ergebnis                   | Neuer Senator    |
| ---------- | ------------------- | ------------ | -------- | ------------- | -------------------------- | ---------------- |
| New Jersey | Samuel L. Southard  | Republikaner | Klasse I | 12. Nov. 1823 | von Republikanern gehalten | Joseph McIlvaine |

- Republikaner bezeichnet Angehörige der heute meist als Demokratisch-Republikanische Partei oder Jeffersonian Republicans bezeichneten Partei.

## Einzelstaaten
In allen Staaten wurden die Senatoren durch die Parlamente gewählt, wie durch die Verfassung der Vereinigten Staaten vor der Verabschiedung des 17. Zusatzartikels vorgesehen. Das Wahlverfahren bestimmten die Staaten selbst, es war daher von Staat zu Staat unterschiedlich. Teilweise ergibt sich aus den Quellen nur, wer gewählt wurde, aber nicht wie.
Parteien im modernen Sinne gab es zwar nicht, aber die meisten Politiker der jungen Vereinigten Staaten lassen sich im First Party System der Föderalistischen Partei zuordnen oder der Republikanischen Partei, die zur Unterscheidung von der 1854 gegründeten Grand Old Party meist als Demokratisch-Republikanische Partei oder Jeffersonian Republicans bezeichnet wird.